# Pachysphaerolaelaps calcariger
Pachysphaerolaelaps calcariger (лат.) — вид мирмекофильных клещей (Eviphidoidea) семейства Pachylaelapidae из отряда Mesostigmata. Европа.

## Описание
От других видов и родов из семейства Pachylaelapidae таксон Pachysphaerolaelaps calcariger отличается наличием на дорсальном щитке примерно 80 щетинок (у остальных их вдвое меньше). Амбулакрум I—IV пар лапок с коготками, вертлуг I с шестью сетами, голень I с двумя антеролатеральными, пятью или шестью дорсальными и 2-4 вентральными сетами. Стернальный щит самок слит с эндоподальным и метастернальным щитками; несёт 4 пары щетинок и 3 пары лирифиссур (несекреторных пор). Коксы свободные, тритостернум развит и гнатосома не редуцирована.

## Систематика
Род Pachysphaerolaelaps включают в номинативное подсемейство Pachylaelapinae Berlese, 1913. Род был выделен в 2007 году словацким акарологом Петером Машаном (P. Mašán, Institute of Zoology, Slovak Academy of Sciences, Братислава, Словакия) на основании типового вида Pachysphaerolaelaps calcariger (Berlese, 1902), ранее включаемого в состав рода Laelaps.
- Pachysphaerolaelaps calcariger (Berlese, 1902)
  - = Laelaps calcariger Berlese, 1902